# За запрет абортов
«За запрет абортов!» — петиция, созданная российскими движениями «За жизнь» и «Православные добровольцы» и выступающая за полный запрет абортов на территории России.

## История
Петиция была создана в ноябре 2013 года, сбор подписей за неё продолжался с перерывом в один год. В сборах подписей принимали участие пять тысяч добровольцев. В июне 2014 года петицию поддержал председатель Синодального отдела Московского Патриархата по взаимодействию Церкви и общества протоиерей Всеволод Чаплин.
В апреле 2016 года инициативу благословил схиархимандрит Илий (Ноздрин), личный духовник патриарха Кирилла (Гундяева). В сентябре 2016 года петицию подписал сам патриарх Кирилл, но позже он взял свои слова назад и сказал, что выступает только за выведение абортов из системы ОМС. Пресс-секретарь патриарха Александр Волков заявил то же самое.
В феврале 2017 года петицию подписал верховный муфтий России Талгат Таджуддин. При этом в Межрелигиозном совете России также заявили, что выступают только за выведение абортов из системы ОМС.
В 2017 году создатели заявили, что петиция собрала миллион подписей. Символическую миллионную подпись поставила группа альпинистов из Кузбасса, взошедшая на вершину Эльбруса. Больше всего подписей, по данным создателей, создали в Москве и Московской области, Санкт-Петербурге, Нижегородской, Ростовской и Омской областях.

## Описание
Петиция требует признать за эмбрионом «статус человеческого существа, жизнь, здоровье и благополучие которого защищает закон» и выступает против хирургических и медикаментозных абортов, гормональных контрацептивов и экстракорпорального оплодотворения. В ней также указано требование помогать беременным женщинам и семьям с детьми за счёт федерального бюджета.
Создатели петиции позиционируют её как направленную президенту России Владимиру Путину. В ноябре 2017 года коробки с подписными листами были переданы в администрацию президента России.